# Ом (река)
Вижте пояснителната страница за други значения на Ом.
Ом (на руски: Омь) е река в Русия, Западен Сибир, Новосибирска и Омска област десен приток на река Иртиш. Дължината ѝ е 1091 km, която ѝ отрежда 40-о място по дължина сред реките на Русия.
Река Ом води началото си малкото Омско езеро, разположено сред блатата в югоизточната част на Васюганската равнина, на 143 m н.в., в северната част на Новосибирска област. По цялото си протежение реката тече приблизително по границата между Васюганската равнина на север и Барабинската равнина на юг в Западносибирската равнина в посока запад-югозапад. В горното течение речната ѝ долина е неясно изразена, с малки езеровидни разширения и се слива с околните местности. В средното и долно течение долината ѝ е вече ясно изразена, трапецовидна, на места асиметрична. Ширината ѝ варира от 200 m до 18 km, като бреговете ѝ в горното течение са полегати, а в долното – стръмни, на места отвесни и в повечето случаи обезлесени. В средното и долно течение на реката има двустранна заливна тераса, по която Ом силно меандрира. Тя е заблатена, осеяна на места с протоци и старици и ширината ѝ варира от 250 m до 16,5 km. Руслото на реката се изменя от 15 – 25 m в горното течение, 150 – 180 m в средното и до 220 m в долното течение, дълбочината се колебае от 0,2 до 3 m в горното течение и от 0,5 до 5,5 m в долното. Влива се отдясно в река Иртиш (от басейна на Об) при нейния 1831 km, на 66 m н.в., в центъра на град Омск, Омска област.
Водосборният басейн на Ом обхваща площ от 52 600 km2, което представлява 13,2% от водосборния басейн на река Иртиш. Водосборния басейн на реката обхваща части от Новосибирска и Омска област.
Границите на водосборния басейн на реката са следните:
- на север – водосборните басейни на река Тара и други по-малки, леви притоци на Иртиш и реките Парабел, Чая и Шегарка, леви притоци на Об;
- на юг – водосборните басейни на река Каргат и други по-малки, губещи се в безотточната област в междуречието Об – Иртиш.

Река Ом получава 20 притока с дължина над 20 km, като 4 от тях са с дължина над 100 km:
- 993 ← Ича 136 / 1980
- 584 ← Ича 257 / 3 570, при село Осинцево, Новосибирска област
- 529 ← Кама 222 / 2|680, на 4 km югозападно от село Козловка, Новосибирска област
- 510 ← Тартас 566 / 16 200, при село Стари Тартас, Новосибирска област

Подхранването на реката е предимно снегово. Пълноводието продължава от май до юли, а понякога и през август. Среден годишен отток на 121 km от устието 64 m3/s, максимален 6814 m3/s, минимален 0,8 m3/s, в устието 52 m3/s. Средна скорост на течението 0,3 – 0,4 m/s, максимална 1,4 m/s. Замръзва през втората половина на октомври или първата половина на ноември, а се размразява в края на април или началото на май.
По течението на реката са разположени 3 града, 1 селище от градски тип и 2 села районни центрове:
Новосибирска област – град Куйбишев и село Уст Тарка (районен център)
Омска област – градовете Калачинск и Омск, посьолок Кормиловка и село Нижная Омка (районен център)
В близкото минало при високи води реката е била плавателно до град Куйбишев, но не пригодна за корабоплаване поради драстичното намаляване на водните количества.